# František Kalivoda
František Kalivoda (německy Franz Kaliwoda; 6. ledna 1824 Loučka – 13. listopadu 1858 Vídeň) byl moravský malíř, kreslíř a litograf.

## Život
Narodil se v rodině chalupníka Martina Kalivady a manželky Martiny, rozené Glivické (Gliwitzky) v obci Loučka nedaleko Valašského Meziříčí. Studoval výtvarné umění na Akademii výtvarných umění ve Vídni v letech 1845–1850.
Zemřel v 34 letech na tuberkulózu.

### Místo úmrtí
Literatura uvádí jako místo úmrtí Františka Kalivody panství barona Horwatha von Szent-György nedaleko Vasváru, Maďarsko (snad Strážky). Místem úmrtí je však Vídeň. Tisk z 10. listopadu 1858 uvádí, že František Kalivoda, malíř z Loučky, se ubytoval v hotelu Matschakerhof. O osm dní později ho Wiener Zeitung uvádí mezi zemřelými dne 13. listopadu 1858 ve vídeňské Všeobecné nemocnici (K. K. Allgemeine Krankenhaus).

## Dílo
Okolo roku 1840 začal publikovat veduty českých moravských a slezských měst, hradů, zámků a dalších památkých míst. Na vedutách zobrazoval v popředí často stafáž rolníků, řemeslníků, měšťanů, výletníků a podobně. Tyto stafáže jsou dnes cenným zdrojem informací o tehdejší společnosti a módě. Veduty vycházely v nakladatelství Eduard Hölzel v Olomouci.
Řadu jeho předloh litografoval August Carl Haun.
Od roku 1846 maloval akvarely ve Vídni. Litografie krajin vydával též u nakladatelství Neumann, kostýmy a kroje kreslil pro nakladatelství Anton Paterno ve Vídni a Eduard Hölzel v Olomouci. V roce 1846 též vytvořil pamětní list balonového letu vzduchoplavce Christiana Lehmanna ve Vídni.
Pro olomouckého nakladatele Eduarda Hölzla (1817–1885) vytvořil spolu s Augustem Carlem Haunem (1815–1894) soubor moravských a slezských vedut Malerisch-historisches Album von Mähren und Schlesien (vydáno 1857–1860). Dále kreslil události (cyklus litografií Oktoberrevolution s výjevy z říjnové revoluce 1848 ve Vídni) a portréty.

### Litografická alba
- 1850–1871 Aus dem Volksleben in Mähren u. Schlesien (Ze života lidu na Moravě a ve Slezsku)
- 1854 Österreichs Nationaltrachten (Rakouské národní kroje)
- 1857–1860 Malerisch-historisches Album von Mähren und Schlesien (Malířsko-historické album z Moravy a Slezska)
- 1860 Malerisch-historisches Album vom Königreich Böhmen (Malířsko-historické album Království českého)

## Výstavy
- 1858 Die 12 Linien von Wien mit lokaler Staffage (Dvanáct akvarelů s motivy z Vídně), Österreichischer Kunstverein, Vídeň
- 1965 Moravský lid v díle Františka Kalivody, Slovácké muzeum, Uherské Hradiště, katalog[8]

## Galerie

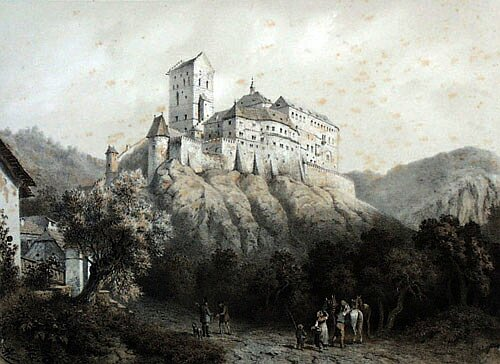
František Kalivoda – hrad Karlštejn (1850)
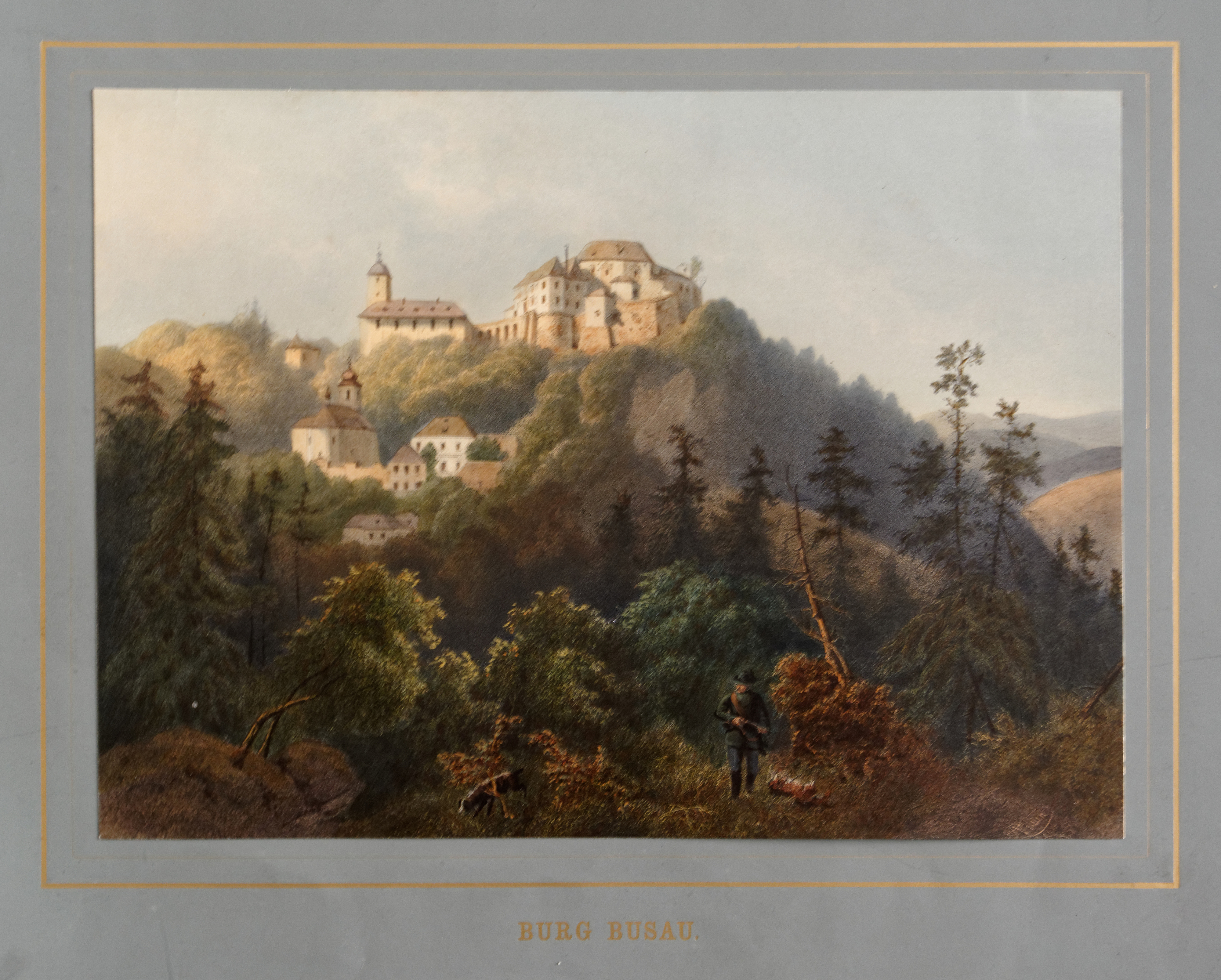
Hrad Bouzov, barevná litografie Augusta Hauna podle předlohy Františka Kalivody
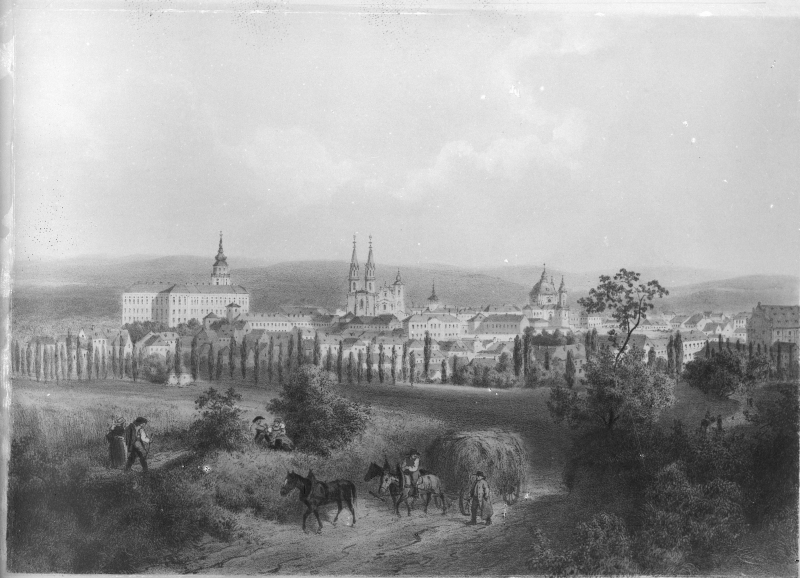
Kroměříž, litografie Augusta Hauna podle předlohy Františka Kalivody
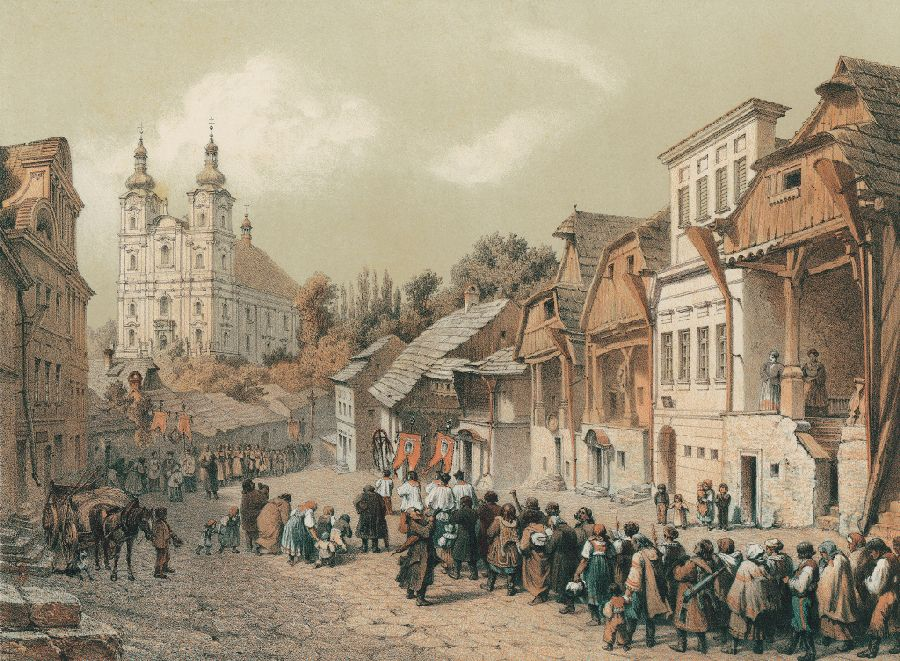
František Kalivoda - Procesí poutníků v Hluboké ulici ve Frýdku
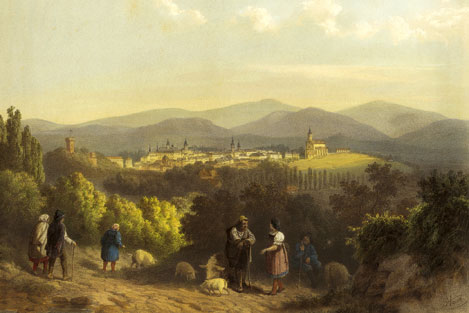
František Kalivoda - Panorama Těšína
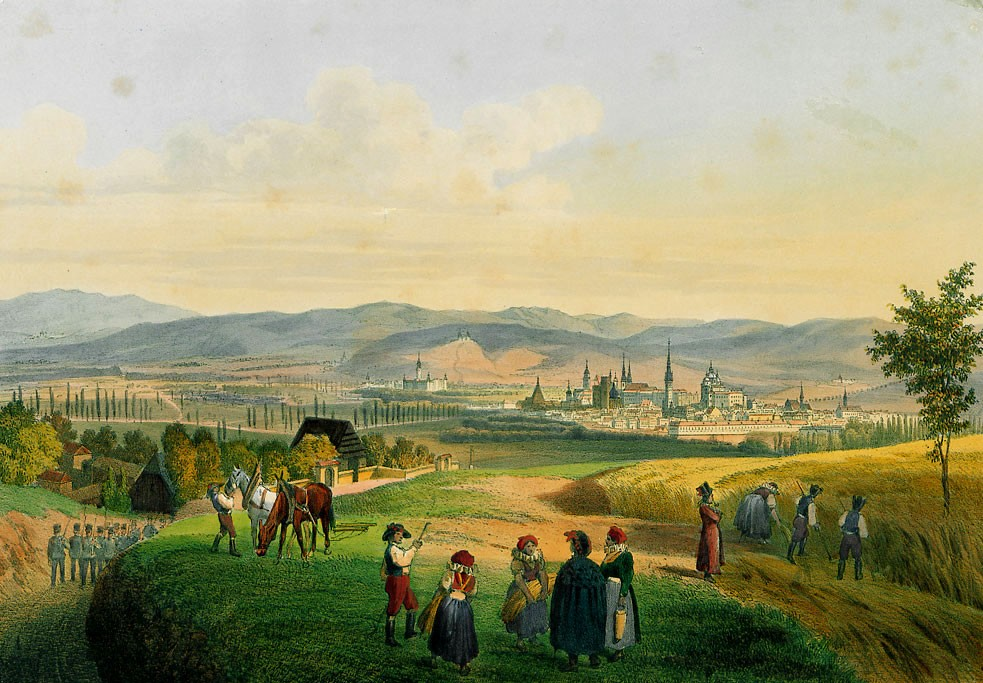
František Kalivoda - Olomouc od jihozápadu (1853)
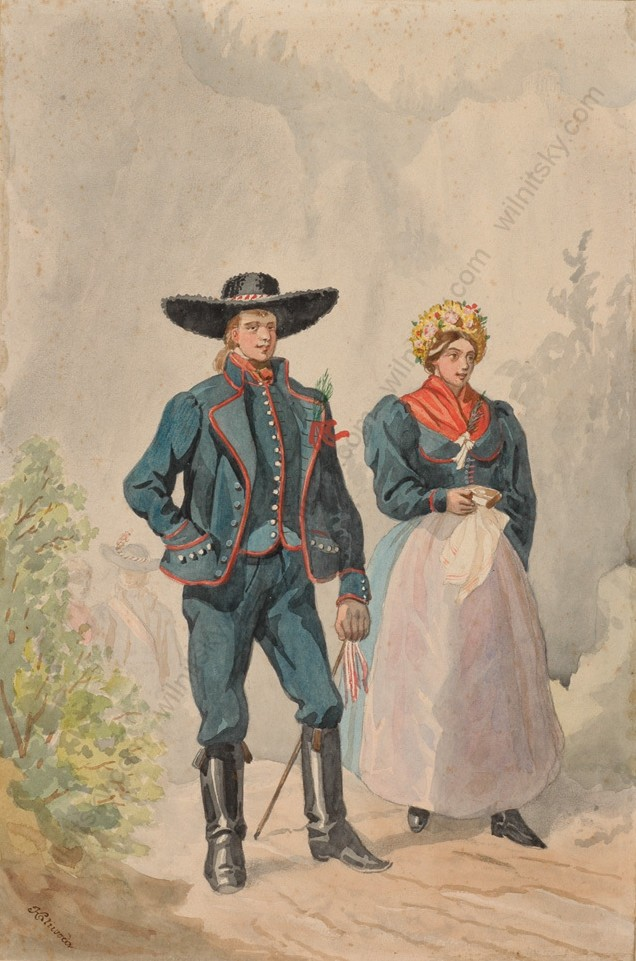
František Kalivoda - Rakouský národní kroj (ca 1850)